# Реут Анатолій Антонович
Анатолій Антонович Реут (30 жовтня 1928, місто Борисов, тепер Мінської області, Республіка Білорусь — 11 квітня 2001, місто Москва) — радянський державний діяч, заступник голови Ради міністрів Білоруської РСР, голова Держплану Білоруської РСР, 1-й заступник голови Держплану СРСР — міністр СРСР. Депутат Верховної ради Білоруської РСР. Член ЦК КПРС у 1986—1990 роках.

## Життєпис
У 1952 році закінчив Білоруський політехнічний інститут.
У 1952—1958 роках — старший майстер Мінського приладобудівного заводу імені Леніна; головний інженер машинно-тракторної танції в Слуцькому районі Мінської області, старший інженер Мінського обласного управління сільського господарства.
Член КПРС з 1955 року.
У 1958—1962 роках — старший майстер, начальник цеху, головний технолог, заступник директора Мінського заводу лічильних машин імені Орджонікідзе.
У 1962—1966 роках — начальник відділу Державної планової комісії (Держплану) Білоруської РСР.
У 1966—1970 роках — директор Мінського приладобудівного заводу.
У 1970—1974 роках — директор Мінського заводу електронних обчислювальних машин.
У 1974—1975 роках — 2-й секретар Мінського міського комітету КП Білорусії.
У 1975—1983 роках — 1-й заступник міністра радіопромисловості СРСР.
У лютому 1983 — грудні 1985 року — заступник голови Ради міністрів Білоруської РСР — голова Державної планової комісії (Держплану) Білоруської РСР.
4 грудня 1985 — 17 липня 1989 року — 1-й заступник голови Держплану СРСР — міністр СРСР.
З липня 1989 року — персональний пенсіонер союзного значення в Москві.
Помер 11 квітня 2001 року. Похований в Москві на Троєкуровському цвинтарі.

## Нагороди і звання
- орден Леніна
- орден Жовтневої Революції
- орден Трудового Червоного Прапора
- Державна премія СРСР